# Hím (település)
Koordináták: é. sz. 48,5300°, k. h. 21,1659°48.530000°N 21.165900°E
Hím (szlovákul: Chym) Perény-Hím településrésze, egykor önálló falu Szlovákiában, a Kassai kerület Kassa-vidéki járásában.

## Fekvése
Kassától 22 km-re délkeletre, a magyar határ mellett fekszik (attól 1 km-re északra).

## Története
1294-ben „Heym” néven említik először. Neve valószínűleg német eredetű személynévből származik, az 1215-ben kelt váradi regestrum említ egy Heym comest. A falu valószínűleg a 11.–12. században keletkezett. 1294-ben Hímy Benedek fia Tamás birtoka. 1329-ben Hímy Miklós fiai Beke és Imre, valamint Petényi comes fiai Tamás és Mátyás a tulajdonosok. 1427-ben Hímy Jakabnak három, Besenyőnek 7 portája volt a faluban. 1553-ban Perényi Ferenc tulajdona. A kezdetben német lakosságú falu a 16. század második felére teljesen elmagyarosodott.
A 18. század végén Vályi András így ír róla: „HÍM. Elegyes magyar falu Abaúj Várm. földes Urai több Urak, lakosai katolikusok, fekszik Kassához más fél mértföldnyire, Perénynek filiája, határja közép termékenységű, piatzozása jó.”
Fényes Elek 1851-ben kiadott geográfiai szótárában így ír a faluról: „Him, (Hym, Hima), magyar-orosz falu, Abauj vmegyében, ut. p. Kassához 5 órányira: 300 r. kath., 115 g. kath., 8 zsidó lak. Kath. és görög sz.egyházak. Derék erdő. F. u. többen.”
Borovszky monográfiasorozatának Abaúj-Torna vármegyét tárgyaló része szerint: „Him, 44 házzal és 282 magyar lakossal. Postája Perény, távirója Nagy-Ida.”
A trianoni diktátumig Abaúj-Torna vármegye Csereháti járásához tartozott, ezután az új csehszlovák állam része lett. 1938 és 1945 között újra Magyarország része.
1948-ban Perény községgel egyesítették Peryn-Chym néven.

## Népessége
1880-ban Hímen 239 magyar és 8 szlovák anyanyelvű élt.
1890-ben 280 magyar és 2 szlovák anyanyelvű lakta.
1900-ban Hímen 269 magyar anyanyelvű élt.
1910-ben 284 lakosából 276 magyar és 8 szlovák.
1921-ben 236 magyar és 5 csehszlovák élt itt.
1930-ban Hímen 190 magyar és 64 csehszlovák élt.
1941-ben 305 magyar és 2 szlovák lakta.

## Ismert szülöttei a településnek
- Korponay János – 1848-49-es honvédezredes, hadtudományi író

## Külső hivatkozások
- Községinfó
- Hím Szlovákia térképén
- Képes ismertető (szlovákul)